# Przewodnik (botanika)
Przewodnik – część pędu głównego znajdująca się powyżej najniższego konara drzew.